# Melibe colemani
Melibe colemani is een slakkensoort uit de familie van de Tethydidae. De wetenschappelijke naam van de soort is voor het eerst geldig gepubliceerd in 2012 door Gosliner & Pola.